# 望月奈々
望月 奈々（もちづき なな）は、日本の漫画家。女性。神奈川県出身。

## 作品リスト

### 一般向け作品
- 『ゼロの使い魔』 （2006年 - 2010年、メディアファクトリー『月刊コミックアライブ』連載、〈MFコミックス アライブシリーズ〉、全7巻）
- 『ましゅマジ!』 （富士見書房『月刊ドラゴンエイジ』連載、〈ドラゴンコミックスエイジ〉、全1巻）
  1. 2011年8月5日発売[2]、ISBN 978-4-04712-743-2

### 成人向け作品
- 『ラブのま!』 （2006年5月25日発行[3]、茜新社〈TENMA COMICS〉、ISBN 4-87182-848-4）
- 『すくフル。』 （2008年1月25日、フランス書院〈Xコミックス〉、ISBN 978-4-82967-902-9）